# Niphostola
Niphostola là một chi bướm đêm thuộc họ Crambidae.

## Species
- Niphostola micans Hampson, 1896
- Niphostola punctata Swinhoe, 1904